# Paul Foerster
Paul Jeffrey Foerster  (ur. 19 listopada 1963 w Rangely) – amerykański żeglarz sportowy, trzykrotny medalista olimpijski.
Swój pierwszy medal olimpijski (srebrny) zdobył w 1992 startując w klasie Latający Holender. Kolejne krążki – srebro w 2000, złoto w 2004 – zdobywał już jako członek załogi jachtu klasy 470. Dwukrotnie, w 1991 i 1992, był mistrzem świata na Latającym Holendrze.